# ...And Justice for All (álbum)
...And Justice for All é o quarto álbum de estúdio da banda estadunidense de heavy metal Metallica, lançado em 25 de agosto de 1988 pela Elektra Records. Foi o primeiro álbum de estúdio do Metallica com participação do baixista Jason Newsted, após a morte do baixista anterior da banda Cliff Burton em 1986. Burton recebeu créditos póstumos de coautoria na faixa "To Live Is to Die", uma vez que Newsted seguiu as linhas de baixo que Burton havia gravado antes de sua morte.
Metallica gravou o álbum com o produtor Flemming Rasmussen ao longo de quatro meses no início de 1988 no One on One Recording Studios em Los Angeles. O álbum apresenta complexidade agressiva, andamentos rápidos e poucas estruturas de verso-refrão. ...And Justice for All contém temas líricos de injustiças políticas e legais, como corrupção governamental, censura e guerra. A arte da capa, desenhada por Roger Gorman com ilustração de Stephen Gorman e baseada em um conceito do guitarrista James Hetfield e do baterista Lars Ulrich, retrata a Justiça amarrada em cordas, sendo puxada por elas até o ponto de arrebentar, com notas de dólar empilhadas e caindo de suas escamas. O título do álbum é derivado das últimas quatro palavras do Juramento de Fidelidade dos Estados Unidos. Três de suas canções foram lançadas como singles: "Harvester of Sorrow", "Eye of the Beholder" e "One"; a faixa-título foi lançada como single promocional.
...And Justice for All foi aclamado por críticos musicais por sua profundidade e complexidade, embora sua mixagem seca e baixo quase inaudível tenham sido criticados. Foi incluído na pesquisa anual Pazz & Jop dos melhores álbuns do ano, elaborada pelos críticos do The Village Voice, e foi indicado ao Grammy Award em 1989, perdendo controversamente para Jethro Tull na categoria de Melhor Performance Vocal ou Instrumental de Hard Rock/Metal. O single "One" apoiou o videoclipe de estreia da banda e rendeu ao Metallica seu primeiro Grammy Award em 1990 (e o primeiro na categoria Melhor Performance de Metal). O álbum foi bem-sucedido nos Estados Unidos, chegando ao sexto lugar da Billboard 200, e recebeu o certificado de 8× platina da Recording Industry Association of America (RIAA) em 2003 por vender oito milhões de cópias nos Estados Unidos.

O álbum foi relançado em 2 de novembro de 2018 nos formatos de vinil, CD e fita cassete, bem como recebeu um box set com faixas bônus e filmagens inéditas. O relançamento alcançou as 37ª e 42ª posições das tabelas Top Album Sales e Top Rock Albums da Billboard, respectivamente.
| Críticas profissionais                                                      | Críticas profissionais |
| Avaliações da crítica                                                       | Avaliações da crítica  |
| Fonte                                                                       | Avaliação              |
| --------------------------------------------------------------------------- | ---------------------- |
| Allmusic                                                                    | [ 2 ]                  |
| Rolling Stone                                                               | [ 6 ]                  |
| Kerrang!                                                                    | [carece de fontes?]    |
| Metal Hammer                                                                | [carece de fontes?]    |
| Q                                                                           | [carece de fontes?]    |
| Esta tabela precisa de ser acompanhada por texto em prosa. Consulte o guia. |                        |

## Acontecimentos
...And Justice for All foi o primeiro álbum do Metallica com o baixista Jason Newsted após a morte de Cliff Burton em 1986. Newsted havia tocado anteriormente no The $5.98 E.P.: Garage Days Re-Revisited, lançado em 1987. A banda planejava gravar o álbum antes, mas foi impedida pela quantidade de concertos agendados durante o verão de 1987, incluindo o Monsters of Rock na Europa. Um outro motivo foi a lesão no braço que James Hetfield sofreu andando de skate.
O álbum anterior, Master of Puppets, marcou o fim do contrato do Metallica com o selo Music for Nations. O empresário Peter Mensch queria que a banda assinasse com a britânica Phonogram, cujo dono Martin Hooker estava também interessado. Para convencer o Metallica, Hooker ofereceu a eles 1 milhão de libras, o maior valor pago pelo selo até então. Sua justificativa foi que as vendas combinadas dos trẽs álbuns do Metallica, considerando Grã-Bretanha e Europa, foi de mais de 1,5 milhão de cópias.
O título do álbum foi revelado em abril de 1988. A arte foi criada por Stephen Gorman, baseado num conceito de Hetfield e Ulrich.

## Gravação
...And Justice for All foi gravado de janeiro a maio de 1988 no estúdio One on One, em Los Angeles. O Metallica produziu o álbum em conjunto com Flemming Rasmussen. Estava inicialmente indisponível para o início planejado de 1 de janeiro, e a banda acabou contratando Mike Clink, que havia chamado a atenção deles pela produção do álbum de estreia do Guns N' Roses, Appetite for Destruction, em 1987. Os planos se deterioraram e três semanas depois Rasmussen disse que estava disponível, após uma ligação de Ulrich. Rasmussen ouviu as mixagens preliminares de Clink durante seu voo para Los Angeles, em 14 de fevereiro, e assim que ele chegou Clink foi demitido. Hetfield explicou que gravar com Clink não foi bom, e Rasmussen havia sido contratado de última hora. Clink, ainda assim, foi creditado como responsável pela gravação de bateria de duas faixas do álbum, "The Shortest Straw" e "Harvester of Sorrow". Enquanto esperavam pela chegada de Rasmussen, a banda gravou dois covers, "Breadfan" e "The Prince", para melhorarem o entrosamento e o clima dentro do estúdio. Ambas foram lançadas como lado B do single de "Harvester of Sorrow", e lados B separados para "Eye of the Beholder" e "One", respectivamente, e foram incluídas no Garage Inc. de 1998.
A primeira tarefa de Rasmussen foi ajustar o timbre de guitarra, que deixava a banda insatisfeita. Uma faixa-guia com metrônomo foi usada para a gravação de bateria de Lars Ulrich. A banda tocou junto numa sala, com os instrumentos gravados separadamente. Cada faixa usou três rolos de fita: uma para a bateria, outra para o baixo e guitarras, e uma terceira para qualquer outra coisa. Hetfield escreveu as letras durante as sessões de gravação, e muitas delas não haviam sido terminadas durante as gravações dos instrumentos, e Rasmussen disse que Hetfield não estava tão interessado em cantar, mas em manter o clima forte no estúdio. Assim como nos álbuns anteriores do Metallica, Hetfield compôs e gravou todas as bases de guitarra do álbum; Kirk Hammett gravou somente seus solos depois de compô-los em casa. Segundo Rasmussen, Lars Ulrich não gostou dos solos de Hammett, e praticamente compôs solos novos para que ele gravasse.
O processo de gravação do Metallica foi algo totalmente novo para Jason Newsted, que questionou o impacto no som final e a falta de discussão em grupo. Foi colocado para gravar suas partes separadamente do resto da banda, numa sala onde ficava sozinho com um assistente. Newsted havia tido uma experiência diferente com sua antiga banda, Flotsam and Jetsam, cujo estilo descreveu como "basicamente todo mundo tocando junto formando uma parede de som".

### Baixo inaudível
Na mixagem final, o baixo ficou quase inaudível a pedido de Hetfield e Ulrich. De acordo com Rasmussen:
| “                    | Após Lars e James ouvirem as mixagens iniciais, a primeira coisa que disseram foi "diminua o volume do baixo até você mal poder ouvi-lo, depois diminua mais 3dB". Não faço ideia do motivo, mas não dependia de mim, e eu só fiquei sabendo depois que o álbum foi lançado. | ” |
| — Flemming Rasmussen | |   |

Em 2009, Hetfield disse que o baixo não pode ser ouvido porque segue muito de perto as notas das guitarras, tornando-os indiscerníveis, e porque as frequências graves estavam competindo umas com as outras, uma vez que sua guitarra já possui bastante grave. Também houve falta de direcionamento: como a maior parte da produção foi feita pela própria banda, não havia ninguém presente no estúdio para guiar o baixista novato e orientá-lo, algo que um produtor tipicamente faria. Newsted não ficou satisfeito com a mixagem final, dizendo que não se sentiu bem com o resultado, já que não podia ouvir o baixo.
Steve Thompson, que mixou o álbum, declarou que Ulrich foi o único responsável pela falta do baixo e pela bateria estranha. Thompson quis largar o trabalho de mixagem quando Ulrich apresentou suas ideias, mas não foi lhe permitido ir embora e ele acabou recebendo a culpa pelas críticas ao som do baixo no álbum.

## Lista de faixas
Todas as faixas foram produzidas por Flemming Rasmussen, James Hetfield e Lars Ulrich.
| ...And Justice for All – Edição padrão |                             |                               |         |  |
| N.º                                    | Título                      | Compositor(es)                | Duração |  |
| 1.                                     | "Blackened"                 | Hetfield Ulrich Jason Newsted | 6:41    |  |
| 2.                                     | "...And Justice for All"    | Hetfield Ulrich Kirk Hammett  | 9:47    |  |
| 3.                                     | "Eye of the Beholder"       | Hetfield Ulrich Hammett       | 6:30    |  |
| 4.                                     | "One"                       | Hetfield Ulrich               | 7:24    |  |
| 5.                                     | "The Shortest Straw"        | Hetfield Ulrich               | 6:36    |  |
| 6.                                     | "Harvester of Sorrow"       | Hetfield Ulrich               | 5:46    |  |
| 7.                                     | "The Frayed Ends of Sanity" | Hetfield Ulrich Hammett       | 7:44    |  |
| 8.                                     | "To Live Is to Die"         | Hetfield Ulrich Cliff Burton  | 9:49    |  |
| 9.                                     | "Dyers Eve"                 | Hetfield Ulrich Hammett       | 5:13    |  |
| Duração total:                         | Duração total:              | Duração total:                | 65:24   |  |

| ...And Justice for All – Edição japonesa (faixa bônus) |              |                          |         |  |
| N.º                                                    | Título       | Compositor(es)           | Duração |  |
| 10.                                                    | "The Prince" | Sean Harris Brian Tatler | 4:26    |  |

### Boxsetde 2018
Em 2018, o álbum foi remasterizado e relançado em um boxset limitado com uma lista de faixas expandida e conteúdo bônus. Essa edição deluxe contém o álbum original em vinil e CD, três LPs com uma versão remixada e remasterizada dos concertos da banda no Seattle Coliseum, Seattle, Washington em 29 e 30 de agosto de 1989 (originalmente incluído no boxset Live Shit: Binge & Purge), onze CDs com faixas ao vivo, gravações demo e B-sides gravadas entre 1986 e 1989, e quatro DVDs com filmagens inéditas.

## Equipe
- James Hetfield – voz e guitarra base
- Lars Ulrich – bateria
- Jason Newsted – baixo e backing vocal
- Kirk Hammett – guitarra solo

## Certificações
| País           | Certificação                        | Vendas    |
| -------------- | ----------------------------------- | --------- |
| Alemanha       | Ouro – Bundesverband Musikindustrie | 250.000   |
| Estados Unidos | 8× Platina – RIAA                   | 8.980.000 |
| Finlândia      | Platina – IFPI Finlândia            | 51.051    |
| Noruega        | Ouro – IFPI Noruega                 | 25.000    |